# 牛津教區
聖公會牛津教區（英語：Diocese of Oxford）是英格蘭教會坎特伯雷教省下面的一個教區。成立於1541年。
轄區包括牛津郡、白金漢郡及伯克郡等，座堂是基督堂座堂，現任主教為約翰．普理查。下分三個副主教區、三個會吏長區及會吏區若干，管理624個堂區。